# Gliwice Sośnica (stacja kolejowa)
Gliwice Sośnica – stacja kolejowa w Gliwicach, w województwie śląskim, w Polsce. Znajduje się na linii 141. Katowice Ligota - Gliwice.